# Switch (série télévisée)
Pour les articles homonymes, voir Switch.
Switch est une série télévisée américaine en un pilote de 90 minutes et 70 épisodes de 50 minutes, créée par Glen A. Larson et diffusée entre le 21 mars 1975 et le 20 août 1978 sur le réseau CBS.
En France, la série a été diffusée à partir du 14 mars 1976 sur Antenne 2 puis dans les années 90 par 13e rue.

## Synopsis
Cette série met en scène deux détectives privés d'un genre particulier : Peterson T. Ryan, un ancien escroc, appréhendé par son futur partenaire, Frank Mac Bride, policier à la retraite. Ensemble, ils « arnaquent les arnaqueurs ».

## Distribution
- Robert Wagner (VF : Dominique Paturel) : Peterson T. « Pete » Ryan
- Eddie Albert (VF : Claude Bertrand) : Frank MacBride
- Charlie Callas : Malcolm Argos
- Sharon Gless : Maggie Philbin

## Épisodes
- Le pilote ainsi que 13 épisodes ont été doublés en français. Le reste de la série reste encore inédit en France.

### Première saison (1975-1976)
1. Switch (Las Vegas Roundabout) 90 minutes
2. The James Caan Con
3. Une bonne affaire (The Late Show Murders)
4. Le Coup des diamants (The Old Diamond Game)
5. Stung from Beyond
6. The Deadly Missiles Caper
7. L'Homme qui ne pouvait pas perdre (The Man Who Couldn't Lose)
8. L'Affaire de l'émeraude (Death Heist)
9. The Body at the Bottom
10. Au large de Puerto Vallarta (The Cruise Ship Murders)
11. Voyageur pour Paris (Kiss of Death)
12. Quel est l'autre David Ross ? (Death by Resurrection)
13. Utopia (The Cold War Con)
14. La Vengeance (Through the Past Deadly)
15. Est pris qui croyait prendre (Mistresses, Murder and Millions)
16. Chantage à mort (The Walking Bomb)
17. Ain't Nobody Here Named Barney
18. Come Die with Me
19. Une voiture modèle Zeppelin (One of Our Zeppelins Is Missing)
20. Before the Holocaust
21. Big Deal in Paradise
22. Une affaire embrouillée (The Case of the Purloined Case)
23. The Girl on the Golden Strip
24. Round Up the Usual Suspects
25. Death Squad

### Deuxième saison (1976-1977)
1. The Pirates of Tin Pan Alley
2. The Twelfth Commandment
3. Fleece of Snow
4. The Argonaut Special
5. The Things That Belong to Mickey Costello
6. Whatever Happened to Carol Harmony?
7. Quicker Than the Eye
8. Gaffing the Skim
9. The Lady from Liechtenstein- Part 1
10. The Lady from Liechtenstein - Part 2
11. Switch Hitter
12. Maggie's Hero
13. The Hundred Thousand Ruble Rumble
14. Portraits of Death
15. The Snitch
16. Eyewitness
17. Camera Angles
18. Butterfly Mourning
19. The Four Horsemen
20. Eden's Gate
21. The Hemline Heist
22. Three for the Money
23. Two on the Run
24. Heritage of Death

### Troisième saison (1977-1978)
1. Net Loss
2. Downshift
3. Fade Out
4. Legend of the Macunas - Part 1
5. Legend of the Macunas - Part 2
6. Dancer
7. Go for Broke
8. Lady of the Deep
9. Thirty Thousand Witnesses
10. Dangerous Curves
11. The Tong
12. Who Killed Lila Craig?
13. The Cage
14. Coronado Circle
15. Blue Crusaders Reunion
16. Stolen Island
17. Play-off
18. Mexican Standoff
19. Three Blond Mice
20. The Siege at the Bouziki Bar
21. Formula for Murder
22. Photo Finish

## Commentaires
Le doublage français de cette série, particulièrement réussi, était assuré par Dominique Paturel (qui suit Wagner depuis la troisième saison d'Opération vol) et Claude Bertrand (voix française de Roger Moore).
Le concept de la série, créée par Glen A. Larson, vogue sur le succès du film The Sting. L'idée est simple : un ancien escroc (Pete Ryan) s'associe avec l'ancien policier qui l'avait arrêté (Franck Mc Bride). Ils montent une agence de détectives privés dont le but est « d'arnaquer les arnaqueurs » ! 
La première saison est savoureuse mais dès la seconde, le thème des arnaques est abandonné au profit d'histoires policières plus classiques. À noter que la première saison est produite par Glen A. Larson et Paul Playdon (un ancien de l'équipe créatrice de Mission impossible) et que l'on trouve David Chase, futur créateur des Soprano, au poste de story editor. Pour la seconde saison, c'est Matthew Rapf qui assure le titre de producteur exécutif.